# Parigi-Lussemburgo
La Parigi-Lussemburgo è stata una corsa a tappe maschile di ciclismo su strada disputata dal 1963 al 1970 tra Parigi e Lussemburgo.

## Albo d'oro
Aggiornato all'edizione 1970.
| Anno | Vincitore         | Secondo                | Terzo                 |
| ---- | ----------------- | ---------------------- | --------------------- |
| 1963 | Rudi Altig        | Armand Desmet          | Raymond Poulidor      |
| 1964 | Rik Van Looy      | Jean Stablinski        | Edgard Sorgeloos      |
| 1965 | Jean Stablinski   | Guido Reybrouck        | Edward Sels           |
| 1966 | Anatole Novak     | Hubert Harings         | Winfried Bölke        |
| 1967 | Jan Janssen       | Georges Van Coningsloo | Bernard Guyot         |
| 1968 | Michele Dancelli  | Marino Basso           | Felice Gimondi        |
| 1969 | Eddy Merckx       | Felice Gimondi         | Roger De Vlaeminck    |
| 1970 | Eric De Vlaeminck | Guido Reybrouck        | Giacinto Santambrogio |